# 新部宏美
新部 宏美（にいべ ひろみ、1988年12月2日 - ）は、日本の女性読者モデル。ドクモカフェ所属。

## 雑誌
- Ray（主婦の友社）専属読者モデル

## テレビ
- 『ぷっ』すま（テレビ朝日、2010年5月11日）「読モが水着に着替えたら」出演
- 読モ!（日本テレビ、2010年10月9日 -）レギュラー出演
- ZIP!（日本テレビ、2011年4月 - 2013年3月）
- 獅子たちの相承（J:COMチャンネル、2012年7月）ふかわりょう×古谷完　ツインテール特集。